# Google Apps Script
Google Apps Script je skriptovací platforma vyvinutá společností Google pro rychlý vývoj aplikací v platformě Google Workspace. Google Apps Script je založen na programovacím jazyce JavaScript a je rozšířen o vestavěné knihovny pro Google Workspace aplikace jako Gmail, Kalendář Google, Disk Google a další. Platforma Google Apps Script poskytuje editor kódu přímo v prohlížeči a samotné projekty jsou spouštěny na serverech poskytovaných společností Google.

## Historie
Google Apps Script původně vyvinul Mike Harm jako vedlejší projekt, když pracoval jako vývojář na Tabulkách Google.
Google Apps Script byl poprvé představen a otevřen k beta testovaní v květnu 2009 a následně v srpnu 2009 spuštěn pro všechny uživatele Google Apps Premier a Education Edition jako součást Tabulek Google. Postupem času byla podpora pro Google Apps Script rozšířena na další aplikace Google, včetně Google Dokumentů a Formulářů. Později se Google Apps Script stal také nástrojem, na kterém fungují rozšíření pro Dokumenty, Tabulky a Prezentace Google.

## Využití
Mezi možnosti využití Google Apps Script patří:
- Vytváření vlastních nabídek, dialogových oken a postranních panelů do dokumentů, tabulek a formulářů Google
- Vytváření vlastních funkcí a maker pro Tabulky Google
- Publikování webových aplikací – samostatných nebo vložených do Webů Google
- Možnost spolupracovat s dalšími službami Google, včetně AdSense, Analytics, Kalendáře, Disku, Gmailu a Map
- Vytváření rozšíření a jejich publikování na Google Workspace Marketplace[1]

## Omezení
Na služby Google Apps Script se vztahují denní limity některých funkcionalit. Pokud je limit překročen, skript vyhodí výjimku a jeho provádění se zastaví.
Limity jsou odlišné pro uživatelské účty a účty Google Workspace.

### Aktuální limity
| Funkce                                                | Uživatelské účty        | Google Workspace účty   |
| ----------------------------------------------------- | ----------------------- | ----------------------- |
| Počet vytvořených událostí v Kalendáři Google         | 5 000 / den             | 10 000 / den            |
| Počet vytvořených kontaktů                            | 1 000 / den             | 2 000 / den             |
| Počet vytvořených dokumentů                           | 250 / den               | 1 500 / den             |
| Počet konvertovaných souborů                          | 2 000 / den             | 4 000 / den             |
| Počet příjemců emailů                                 | 100 / den               | 1 500 / den             |
| Počet příjemců emailů v rámci domény                  | 100 / den               | 2 000 / den             |
| Počet přečtených/napsaných emailů (bez odeslaných)    | 20 000 / den            | 50 000 / den            |
| Počet přečtených skupin                               | 2 000 / den             | 10 000 / den            |
| Počet JDBC připojení                                  | 10 000 / den            | 50 000 / den            |
| Počet nezdařených JDBC připojení                      | 100 / den               | 500 / den               |
| Počet vytvořených prezentací                          | 250 / den               | 1 500 / den             |
| Počet properties čtení/zápisů                         | 50 000 / den            | 500 000 / den           |
| Počet vytvořených snímků prezentací                   | 250 / den               | 1 500 / den             |
| Počet vytvořených tabulek                             | 250 / den               | 3 200 / den             |
| Celkový doba běhu spouštěčů (Triggers total runtime)  | 90 min / den            | 6 h / den               |
| Počet volání URL Fetch                                | 20 000 / den            | 100 000 / den           |
| Počet statických vykreslení map                       | 1 000 / den             | 10 000 / den            |
| Počet směrových dotazů na Mapy Google                 | 1 000 / den             | 10 000 / den            |
| Počet Geocode volání na Mapy Google                   | 1 000 / den             | 10 000 / den            |
| Počet překladů                                        | 5 000 / den             | 20 000 / den            |
| Počet dotazů na vzorky nadmořské výšky na Mapy Google | 1 000 / den             | 10 000 / den            |
| Počet Apps Script projektů                            | 50 / den                | 50 / den                |
| Doba běhu sckriptu                                    | 6 min / spuštění        | 6 min / spuštění        |
| Doba běhu vlastní funkce                              | 30 s / spuštění         | 30 s / spuštění         |
| Počet souběžných běhů                                 | 30 / uživatele          | 30 / uživatele          |
| Počet příloh emailu                                   | 250 / zprávu            | 250 / zprávu            |
| Velikost těla emailu                                  | 200 KB / zprávu         | 400 KB / zprávu         |
| Počet příjemců emailu                                 | 50 / zprávu             | 50 / zprávu             |
| Velikost příloh emailu                                | 25 MB / zprávu          | 25 MB / zprávu          |
| Velikost hodnoty properties                           | 9 KB / hodnotu          | 9 KB / hodnotu          |
| Celková velikost properties                           | 500 KB / property store | 500 KB / property store |
| Počet spouštěců                                       | 20 / uživatele / skript | 20 / uživatele / skript |
| Velikost odpovědi – URL Fetch                         | 50 MB / zavolání        | 50 MB / zavolání        |
| Počet hlaviček – URL Fetch                            | 100 / zavolání          | 100 / zavolání          |
| Velikost hlaviček – URL Fetch                         | 8 KB / zavolání         | 8 KB / zavolání         |
| POST velikost – URL Fetch                             | 50 MB / zavolání        | 50 MB / zavolání        |
| Délka URL – URL Fetch                                 | 2 KB / zavolání         | 2 KB / zavolání         |

### Chybové hlášky při překročení limitů
- Limit exceeded: Email Attachments Per Message. Skript překročil nějaký z výše uvedených limitů.
- Service invoked too many times: Calendar. Skript zavolal určitou službu příliš mnohokrát během jednoho dne.
- Service invoked too many times in a short time: Calendar. Try Utilities.sleep(1000) between calls. Skript zavolal danou službu příliš mnohokrát v krátkém časovém úseku.
- Service using too much computer time for one day. Skript překročil celkovou povolenou dobu běhu za jeden den.
- Script invoked too many times per second for this Google user account. Skript se začal spouštět příliš mnohokrát v krátkém časovém úseku.
- There are too many scripts running simultaneously for this Google user account. Příliš mnoho najednou běžících skriptů.[6]

## Rozšíření
V březnu 2014 Google představil rozšíření pro Dokumenty a Tabulky (následně Formuláře). Rozšíření umožňují uživatelům přidávat do editorů Google další funkce. Rozšíření mohou být stoprocentně vytvořeny pomocí Apps Scriptu, nebo pouze používat Apps Script k zobrazení uživatelského rozhraní v editorech Google a další funkce vykonávat pomocí externího back-endu.
Díky obchodu s rozšířeními není zdrojový kód pro uživatele viditelný a všichni používají nejnovější verzi zveřejněnou vývojářem. Tento nový přístup usnadňuje uživatelskou podporu.
V rámci vydání rozšíření Google také představil návod na styly uživatelského rozhraní a balíček CSS, který vývojářům pomáhá vytvářet rozšíření, které zapadají do editorů. Každé rozšíření je také před zveřejněním zkontrolováno společností Google. Do rozšíření není možné vkládat reklamy, ale je možné je zpeněžit.